# Damkó József
Damkó József (Németpróna, 1872. október 15. – Budapest, 1955. december 11.) szobrász és iparművész.

## Élete
Szülei Damkó József és Wesserle Rózsi voltak. Az Iparművészeti Iskolában, Strobl Alajos mesteriskolájában, majd a párizsi Julian Akadémián tanult.
Több évig élt Rómában. Sok épületen láthatóak naturalista stílusú, allegorikus szobrai; Parlament, Mezőgazdasági Múzeum, Magyar Nemzeti Galéria, Széchenyi Fürdő stb.), köztereinken több emlékműve áll. Síremléket, egyházi szobrokat, hősi emlékeket, portrékat, terrakotta figurákat is készített. 1909-ben II. Szilveszter pápa síremlékét mintázta meg (Róma). A Magyar Nemzeti Galéria 22 szobrát őrzi.
Halálát tüdőgyulladás, heveny szívgyengeség okozta. Sírja az Óbudai temetőben található (34-1-128).

## Köztéri szobrai

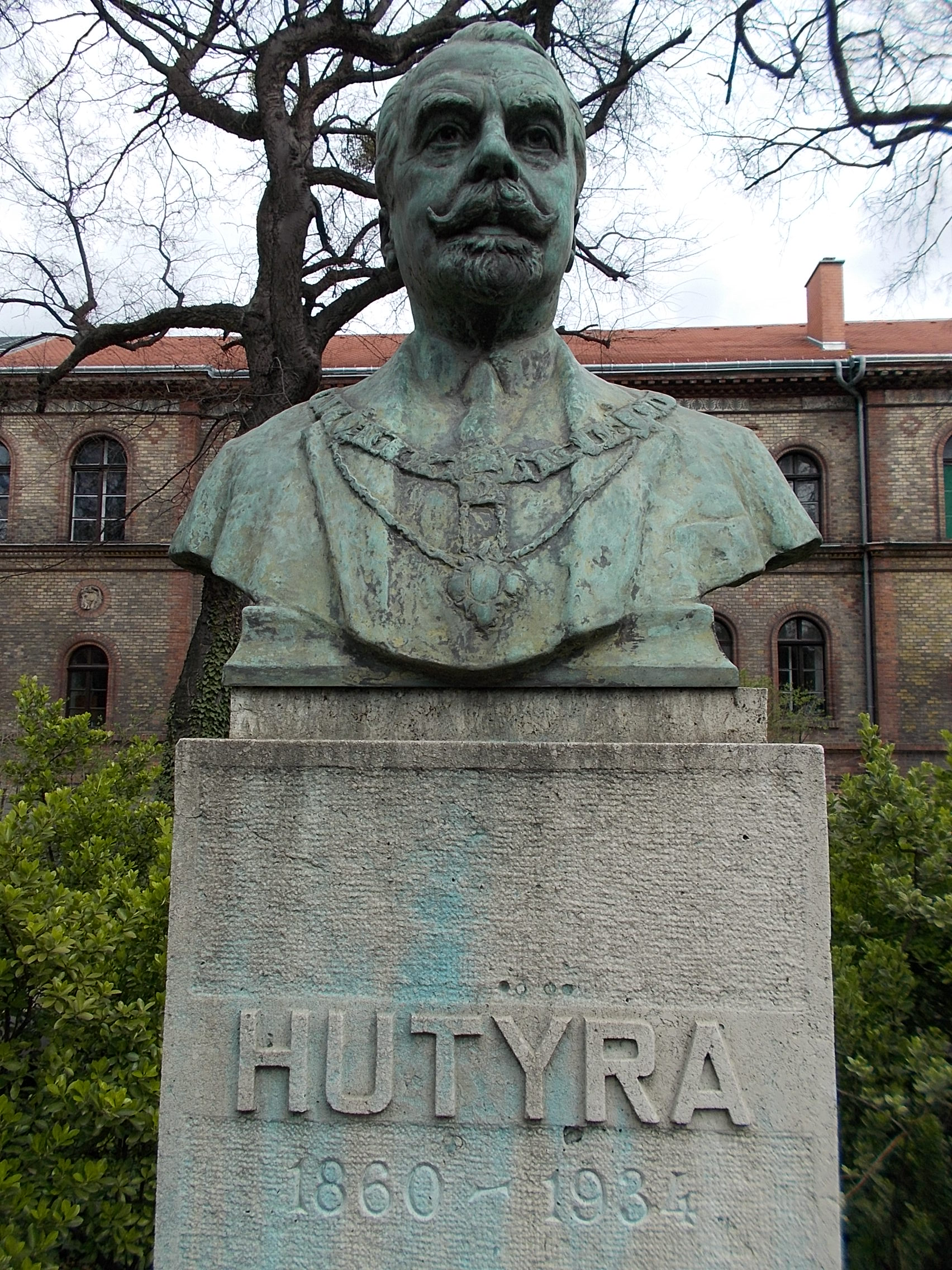
Hutÿra Ferenc-mellszobor

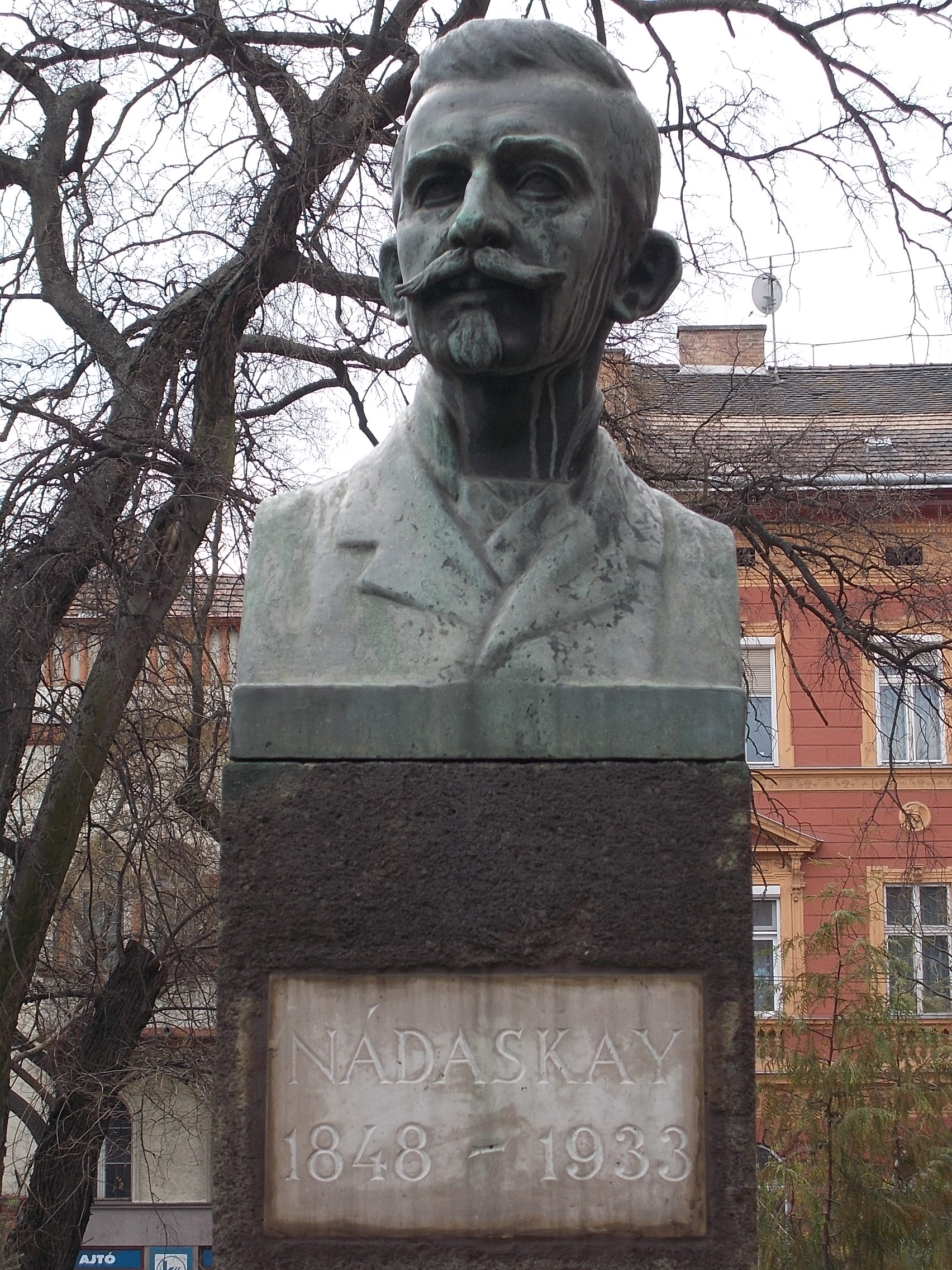
Nádaskay Béla-mellszobor

- Munkás Szent József a gyermek Jézussal (Budapest, 1900)
- Szűz Mária a gyermek Jézussal (Budapest, 1900)
- Országház – képviselőházi társalgó: Gépészet (Budapest, 1900)
- Búsuló kuruc (Kiskunhalas, 1904)
- A Budavári Palota egykori kupolájának szobordíszei (Róna Józseffel, Budapest, 1904)
- A budafoki Törley-mauzóleum homlokzatának domborművei (Budapest, 1909)
- Cséti Ottó (Miskolc, 1910)
- Keinz család síremléke (Budapest, 1915)
- Páduai Szent Antal (Budapest, 1917)
- Szent Judás Tádé (Budapest, 1917)
- Haggenmacher Oszkár családja síremléke (Budapest, 1919)
- Kapisztrán Szent János (Buda vára, 1922)
- I. világháborús emlékmű (Kiskőrös, 1924)
- I. világháborús hősi emlékmű (Hajdúszovát, 1925)
- I. világháborús Hősi Emlékmű ( Badacsonytomaj, 1938)
- Hősi emlékmű (Kuncsorba, 1925)
- Jézus Szíve-szobor (Budapest, 1925)
- Révai Miklós (Budapest, 1925)
- Gróf Tisza István és Návay Lajos emléktábla (Budapest, 1925)
- Hősi emlék (Budapest, 1926)
- I. és II. világháború hőseinek és áldozatainak emlékműve (Cegléd, 1927)
- Szent Antal (Budapest, 1928)
- XI. Pius pápa (Budapest, 1929)
- Árpád-házi Szent Erzsébet (Budapest, 1932)
- Kossuth Lajos (Torino, 1936)
- XI. Ince pápa (Budapest, 1936)
- Hutÿra Ferenc-mellszobor (Budapest, 1937)
- I. világháborús emlékmű (Badacsonytomaj, 1938)
- Nádaskay Béla-mellszobor (Budapest, 1938)
- A Budai Ciszterci Szent Imre-templom homlokzatának díszítményei (Budapest, 1938)

## Beltéri szobrai
- Szűz Mária és Szent József másfélszeres életnagyságú, fehérmárvány szobra, Belvárosi plébániatemplom (Budapest) (20. század első harmada)[8]